# Museo de la Palabra y la Imagen
Het Museo de la Palabra y la Imagen ("Museum van het Woord en Beeld") is een museum in San Salvador, de hoofdstad van El Salvador. Het museum beheert een unieke collectie films, foto's, geschriften en objecten over de cultuur en geschiedenis van El Salvador.
Het museum werd in 1996 gesticht door Carlos Henríquez Consalvi en opende de deuren op 23 februari 1999. Met het museum heeft Consalvi zich ten doel gesteld mensenrechten, sociale rechtvaardigheid en vrede te bevorderen.

## Verzamelingen
- De la Guerra a la Paz: documenten, foto's, audio-opnames, films, objecten, dagboeken en publicaties over de burgeroorlog in El Salvador (1981-1992)
- Salarrué: een verzameling objecten en de persoonlijke bibliotheek van de belangrijkste Salvadoraanse kunstenaars van de 20e eeuw
- Roque Dalton: documenten, foto's en publicaties van de maatschappijkritische dichter en vrijheidsstrijder Roque Dalton
- Prudencia Ayala: een verzameling over de strijd voor vrouwenrechten in El Salvador.
- 1932: kopie uit de Moskouse archieven met interviews van overlevenden van het bloedbad van 1932 in El Salvador.

## Archieven
- Filmotheek
- Fototheek
- Audiotheek
- Sociaal-wetenschappelijke bibliotheek